# Philereme instabilis
Philereme instabilis là một loài bướm đêm trong họ Geometridae.